# Bahnstrecke Byvalla–Långshyttan
| Wasserturm in Byvalla |                             |                                                 |                                                 |
| Streckennummer: | BLJ                         |                                                 |                                                 |
| Streckenlänge: | 26,7 km                     |                                                 |                                                 |
| Spurweite: | 891 mm (schwed. 3-Fuß-Spur) |                                                 |                                                 |
| Maximale Neigung: | 20 ‰                        |                                                 |                                                 |
| Streckengeschwindigkeit: | 20 km/h                     |                                                 |                                                 |
| |                             |                                                 |                                                 |
| Betriebsstellen und Strecken |                             |                                                 |                                                 |
| \| \| \| Klosterverken \| \| \| \| 27 \| Långshyttan \| Långshyttan \| \| \| \| Rällingsberg Gruva \| 1868–1935 \| \| \| 27 \| Nordviken \| Nordviken \| \| \| 22 \| Västerby \| Västerby \| \| \| 19 \| Rörshyttan \| Rörshyttan \| \| \| \| Hamn Grycken \| \| \| \| 16 \| Stjärnsund \| Stjärnsund \| \| \| \| Stjärnsunds såg[2] \| \| \| \| 13 \| Grustag \| Grustag \| \| \| 12 \| Villingen \| 1905–1955 \| \| \| \| Nordbäcksbo kalkbrott (Seilbahn) \| 1917–1925 \| \| \| 9 \| Dalaåsbo (Åsbo) \| 1892– \| \| \| \| Åsbo \| \| \| \| 7 \| Lerhyttan \| 1896– \| \| \| 2 \| Valla gård (Valla) \| 1893– \| \| \| \| Umladeanlage Güterbahnhof der Schmalspurstrecke \| \| \| \| \| \| \| \| \| \| Godsstråket genom Bergslagen von Krylbo \| \| \| \| 0 \| Byvalla \| Byvalla \| \| \| \| Godsstråket genom Bergslagen nach Storvik \| \| |                             |                                                 |                                                 |
| |                             | Klosterverken                                   |                                                 |
| Bahnhof (Strecke außer Betrieb) | 27                          | Långshyttan                                     | Långshyttan                                     |
| Abzweig geradeaus und nach links (Strecke außer Betrieb) |                             | Rällingsberg Gruva                              | 1868–1935                                       |
| Haltepunkt / Haltestelle (Strecke außer Betrieb) | 27                          | Nordviken                                       | Nordviken                                       |
| Haltepunkt / Haltestelle (Strecke außer Betrieb) | 22                          | Västerby                                        | Västerby                                        |
| Haltepunkt / Haltestelle (Strecke außer Betrieb) | 19                          | Rörshyttan                                      | Rörshyttan                                      |
| Abzweig geradeaus und von links (Strecke außer Betrieb) |                             | Hamn Grycken                                    | Hamn Grycken                                    |
| Bahnhof (Strecke außer Betrieb) | 16                          | Stjärnsund                                      | Stjärnsund                                      |
| Abzweig geradeaus und von links (Strecke außer Betrieb) |                             | Stjärnsunds såg                                 | Stjärnsunds såg                                 |
| Abzweig geradeaus und nach rechts (Strecke außer Betrieb) | 13                          | Grustag                                         | Grustag                                         |
| Blockstelle (Strecke außer Betrieb) | 12                          | Villingen                                       | 1905–1955                                       |
| Strecke (außer Betrieb) |                             | Nordbäcksbo kalkbrott (Seilbahn)                | 1917–1925                                       |
| Bahnhof (Strecke außer Betrieb) | 9                           | Dalaåsbo (Åsbo)                                 | 1892–                                           |
| Brücke über Wasserlauf (Strecke außer Betrieb) |                             | Åsbo                                            | Åsbo                                            |
| Haltepunkt / Haltestelle (Strecke außer Betrieb) | 7                           | Lerhyttan                                       | 1896–                                           |
| Haltepunkt / Haltestelle (Strecke außer Betrieb) | 2                           | Valla gård (Valla)                              | 1893–                                           |
| Dienststation / Betriebs- oder Güterbahnhof (Strecke außer Betrieb) |                             | Umladeanlage Güterbahnhof der Schmalspurstrecke | Umladeanlage Güterbahnhof der Schmalspurstrecke |
| Abzweig ehemals geradeaus und von rechts · Strecke (außer Betrieb) |                             |                                                 |                                                 |
| Strecke nach links · Abzweig ehemals geradeaus und von rechts |                             | Godsstråket genom Bergslagen von Krylbo         | Godsstråket genom Bergslagen von Krylbo         |
| Bahnhof | 0                           | Byvalla                                         | Byvalla                                         |
| Strecke |                             | Godsstråket genom Bergslagen nach Storvik       | Godsstråket genom Bergslagen nach Storvik       |

Die Bahnstrecke Byvalla–Långshyttan (BLJ) war eine schmalspurige schwedische Eisenbahnstrecke. Sie wurde von der Klosters aktiebolag, einer privaten Grubengesellschaft, zwischen Byvalla und Långshyttan in Kopparbergs län erbaut.

## Vorgeschichte
In der Gemeinde Husby südwestlich von Hofors hatte die Eisenindustrie bereits seit dem 14. Jahrhundert Tradition. Nördlich von Långshyttan begann die Roheisenproduktion auf Hienshyttan und südlich in Stjärnsund begann Olof Blå im Jahr 1650 mit der Eisenproduktion in Kloster. 1871 wurde die Klosters AB gebildet, die unter anderem die Eisenhütten Kloster, Långshyttan, Stjärnsunda und Engelsfors, die Hochöfen Edsken, Rörshyttan und Silfhytteå sowie die Grubenbetriebe Rällingsberg und Villingens kalkbruk übernahm. Es wurden Überlegungen angestellt, um die Transportwege zwischen den einzelnen Standorten der Gesellschaft zu verbessern. Auf Grund der herrschenden wirtschaftlichen Lage wurde entschieden, einen kombinierten Schienen- und Wasserweg von Långshyttan zum Bahnhof Born an der Bahnstrecke Falun–Gävle zu errichten.

## Streckenbau
Der Kommunikationsleden Born–Långshyttan erwies sich zusehends als unwirtschaftlich, da er eine geringe Kapazität hatte und im Winter die Seen zugefroren waren. Deshalb wurde eine bessere Möglichkeit gesucht, um die Betriebe in Långshyttan und Stjärnsund mit dem Rest des schwedischen Schienennetzes zu verbinden.
Deshalb wurde der Bau einer Eisenbahn mit 891 mm Spurweite von Långshyttan über Stjärnsund nach Byvalla an der Norra Stambana beschlossen. Die neue Strecke war nicht für den allgemeinen Verkehr, sondern nur für den eigenen Bedarf bestimmt. Deshalb wurde keine Konzession beantragt.
Der Bau begann im Mai 1889. Die Berechnungen, Zeichnungen und das Ausstecken der Strecke wurde von Schachtmeister O. Härdner vorgenommen, der gerade vorher den Bau des Streckenabschnittes Vintjärn–Linghed der Dala–Ockelbo–Norrsundets Järnväg (DONJ) beendet hatte. Er wurde vom Verkehrsdirektor J. A. Westerlund der DONJ empfohlen worden. Härdner war der Bauverantwortliche und sein Assistent wurde der Ingenieur G. Kjellberg.
Der Bau wurde schnell ausgeführt, da das Gelände keine großen Probleme bereitete. Im Mai 1891 wurde die elf Kilometer lange Teilstrecke Långshyttan–Stjärnsund für den provisorischen Verkehr eröffnet. Etwas mehr als sechs Monate später, am 1. Dezember, wurde die gesamte Strecke für den privaten Güterverkehr geöffnet.
Nun wurde das Unternehmen starkem öffentlichen Druck ausgesetzt. Es sollte die Strecke für den allgemeinen Güter- und Personenverkehr öffnen. Daher bewarb es sich um die Konzession für den öffentlichen Verkehr. Die Genehmigung wurde am 27. März 1893 erteilt. Nach den erforderlichen Anpassungen der Bahnhöfe und Haltestellen sowie dem Kauf von Personenwagen konnte die Strecke für den öffentlichen Verkehr am 1. Juni 1893 freigegeben werden. Die Baukosten beliefen sich auf 450.000 Kronen. Die Strecke war mit Schienen mit einem Metergewicht von 11 kg/m erbaut worden, die zulässige Achslast betrug fünf Tonnen. Es konnte eine Höchstgeschwindigkeit von 20 km/h gefahren werden. Diese geringen Werte beruhten auf der Vorgabe, Teile und Fahrzeuge des alten Kommunikationsleden zwischen Långshyttan und Born zu verwenden. Für diese Wagen mit geringer Tragfähigkeit reichten die Schienen aus. Bald stellte sich heraus, dass damit die Kapazitäten sehr eingeschränkt waren. Deshalb wurde rasch alle Schienen des Hauptgleises in solche mit einem Metergewicht zwischen 19,8 und 24,8 kg ausgetauscht. Damit konnte die Ladekapazität erhöht werden, weil eine Achslast von 8,6 Tonnen möglich war, und zudem konnte die Geschwindigkeit auf 35 km/h erhöht werden.

## Fahrzeuge
Für die Strecke wurden im Lauf der folgenden Jahre unterschiedliche Fahrzeuge beschafft. Die beiden ersten Dampflokomotiven wurden vom Kommunikationsleden Born–Långshyttan übernommen.
Insgesamt wurden folgende Schienenfahrzeuge beschafft:
| Nummer | Name        | Bauart           | Achsfolge | Hersteller                                     | Fabr.-Nr./ Baujahr | Besonderes |
| ------ | ----------- | ---------------- | --------- | ---------------------------------------------- | ------------------ | --- |
| 1      | OSKAR       | Tenderlok        | B 1 t     | Kristinehamns Mekaniska Verkstad, Kristinehamn | 26 1880            | 1890 von Kommunikationsleden Born–Långshyttan, 1916 verschrottet |
| 2      | KLOSTER     | Tenderlok        | C t       | Nydqvist och Holm, Trollhättan                 | 303 1889           | 1891 von Kommunikationsleden Born–Långshyttan, 1919 an Långshyttan abgegeben, bis 1957 im Einsatz, erhalten als Denkmallok in Långshyttan                                    |
| 3      | STJERNSUND  | Tenderlok        | C t       | Kristinehamns Mekaniska Verkstad, Kristinehamn | 54 1891            | 1937 verschrottet |
| 4      | LÅNGSHYTTAN | Tenderlok        | C t       | Motala Verkstad, Motala                        | 176 1897           | von 1964 bis 1971 in Klosterverken im Einsatz, 1971 an Museumseisenbahn Upsala–Lenna Jernväg                                                                                 |
| 5      | THOR        | Schlepptenderlok | 1 D 2     | Vagn- & Maskinfabriksaktiebolaget Falun, Falun | 107 1909           | bis 1964 ein Einsatz, 1974 an Museumseisenbahn Upsala–Lenna Jernväg |
| 6      |             | Tenderlok        | 1 D t     | Motala Verkstad, Motala                        | 566 1915           | 1965 an Museumsbahn Anten–Gräfsnes |
| 7      |             | Tenderlok        | C t       | Motala Verkstad, Motala                        | 96 1888            | gebaut als WÖJ 4, 1919 an Mellersta Östergötlands Järnväg, 1936 als Schrott gekauft, nach Wiederinbetriebnahme bis 1947 im Einsatz, 1950 verschrottet                        |
| 8      |             | Tenderlok        | C t       | Motala Verkstad, Motala                        | 273 1901           | 1901 für Ulricehamns Järnväg gebaut, Nr. 4, 1907 an Ljungbyholm–Karlslunda Järnväg, Nr. 4, 1937 von Västra Centralbanan erworben, 1972 an Museumsbahn Jädraås–Tallås Järnväg |
| 9      |             | Tenderlok        | 1 B t     | Motala Verkstad, Motala                        | 196 1898           | 1898 für för Mariestad–Kinnekulle Järnväg gebaut, Nr. 6, 1909 an Västergötland–Göteborgs Järnvägar, Nr. 22, 1941 von VGJ, 1968 an Museumsbahn Jädraås–Tallås Järnväg         |
| 10     |             | Tenderlok        | 1 C t     | Nydqvist och Holm, Trollhättan                 | 824 1906           | 1906 an Mellersta Östergötlands Järnväg, Nr. 5, 1947 von MÖJ, 1957 verschrottet                                                                                              |
| 11     |             | Tenderlok        | C 1 t     | Helsingborgs Mekaniska Verkstad, Hälsingborg   | 19 1900            | 1900 für Dannemora–Hargs Järnväg, Nr. 4, 1948 von DHJ, 1956 verschrottet. |
|        |             | Dieselrangierlok | B         | Bjurström AB Slipmaterial, Västervik           | 1929               | |
|        |             | Dieselrangierlok | B         | Bjurström AB Slipmaterial, Västervik           | 1935               | 1972 an Upsala–Lenna Jernväg, heute bei Tjustbygdens Järnvägsförening |

Damit waren 1916 fünf Lokomotiven im Einsatz, anschließend wurden keine Neubauten mehr erworben.
Für den Transport von Rohstoffen wie Eisenerz, Kalkstein, Kohle und Öl, Halbfabrikate wie Roheisen und Walzstahlfertigerzeugnisse waren 1893 168 Güterwagen vorhanden, die zumeist von der Pferdebahn stammten. Sie wurden durch neu erworbenen Wagen ergänzt, von denen es 1894 23 Stück gab. 1955 waren 153 Wagen vorhanden. Viele davon wurden von der Firma Klosters selbst hergestellt.
Für den öffentlichen Personenverkehr wurde ein Personenwagen von Atlas gekauft. Es gab zudem einige alte Wagen aus der Zeit der Pferdebahn. Zwei Wagen wurden intern 1902 und 1908 gebaut. Von Svenska Järnvägsverkstäderna (ASJ) in Linköping wurde 1917 ein Fahrzeug erworben, das bei der Museumsbahn Jädraås–Tallås Järnväg aufbewahrt wird. Ein gebrauchter Personenwagen, von Vagn Aktie Bolaget I Södertälje (Vabis) von Södertälje 1897 hergestellt, wurde 1948 von Mellersta Östergötlands Järnväg übernommen. Dieser ist bei der Museumsbahn Wadstena–Fogelsta Järnväg erhalten.

## Bilder

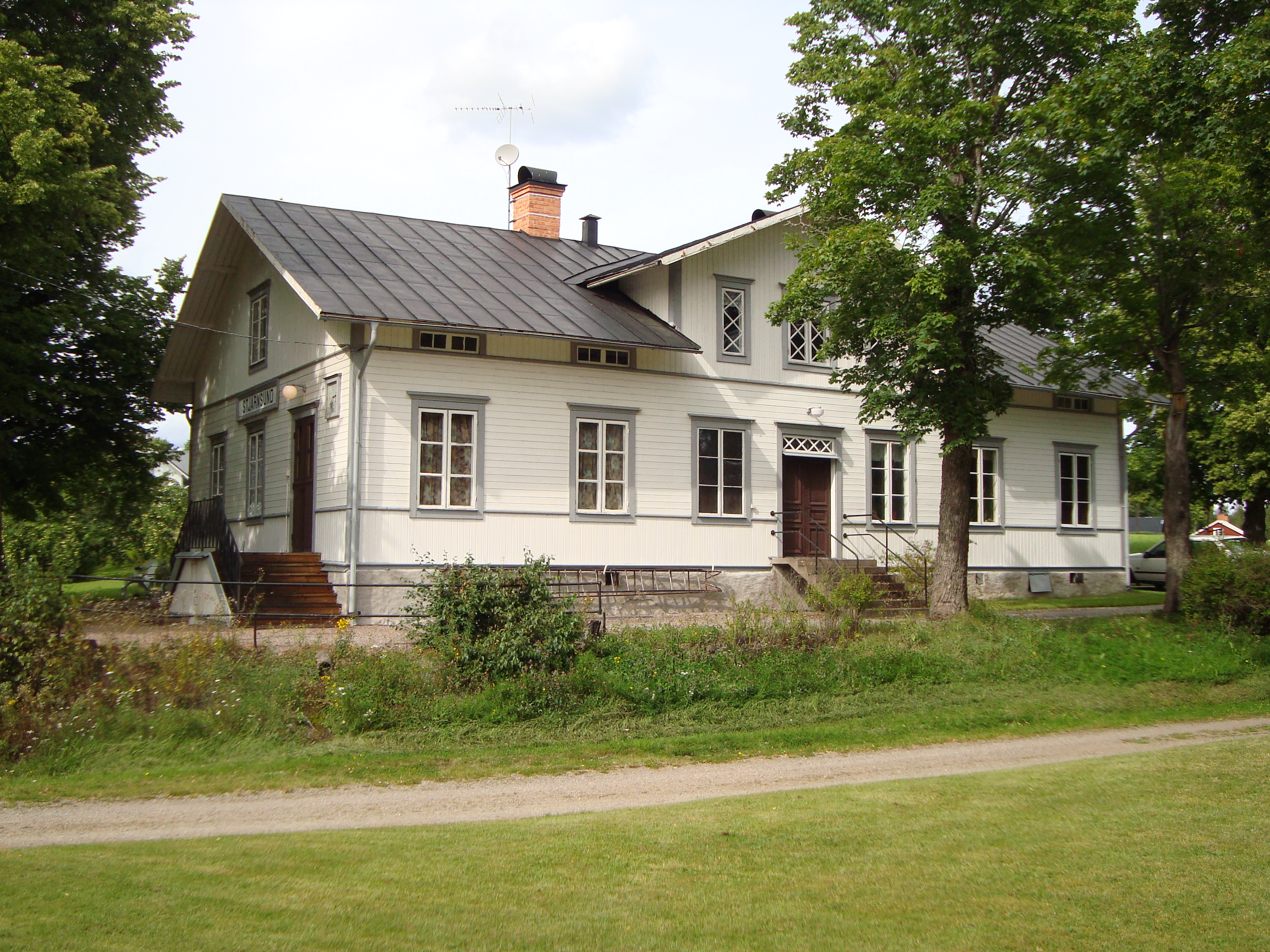
Bahnhof Stjärnsund
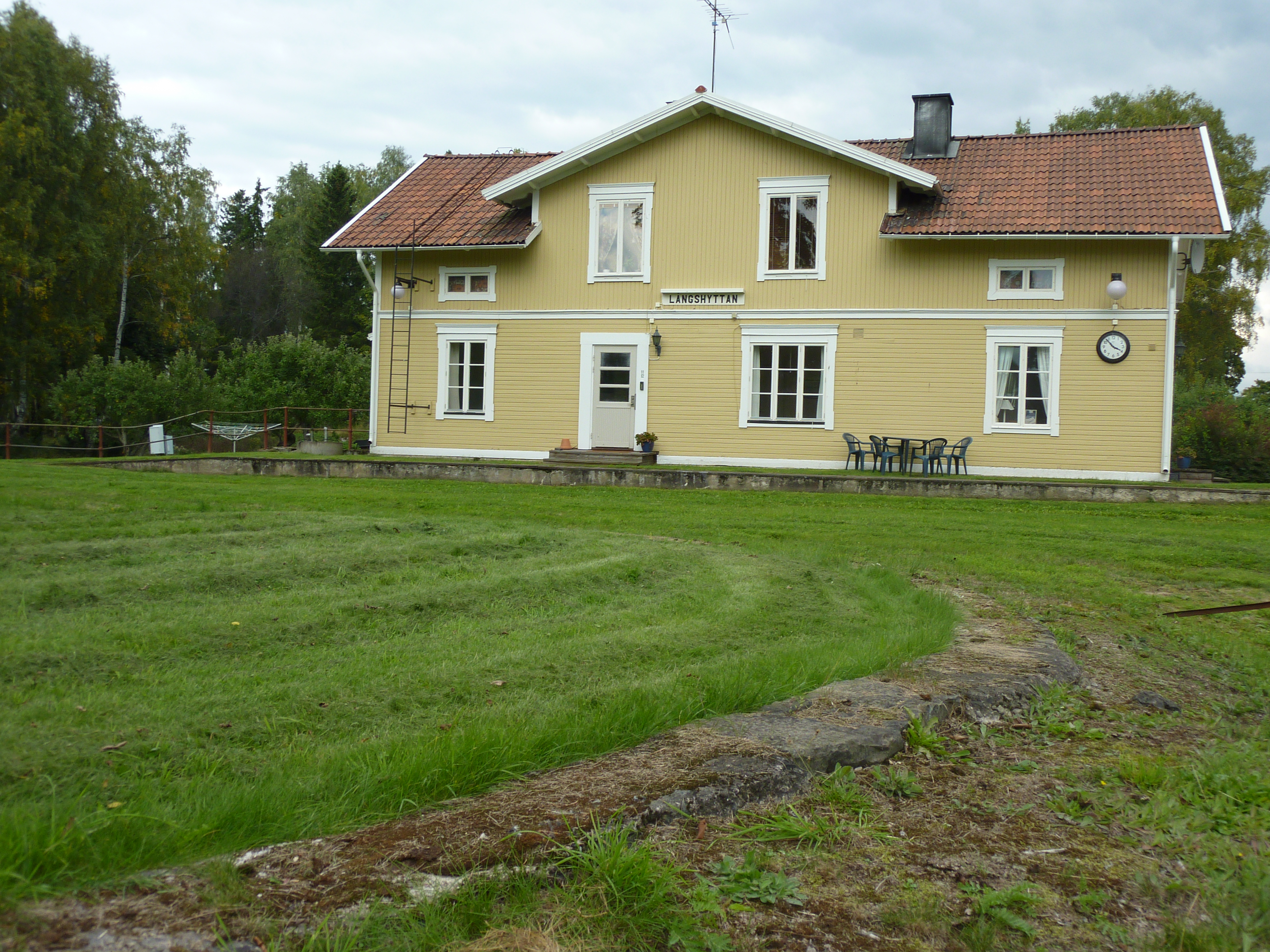
Bahnhof Långshyttan
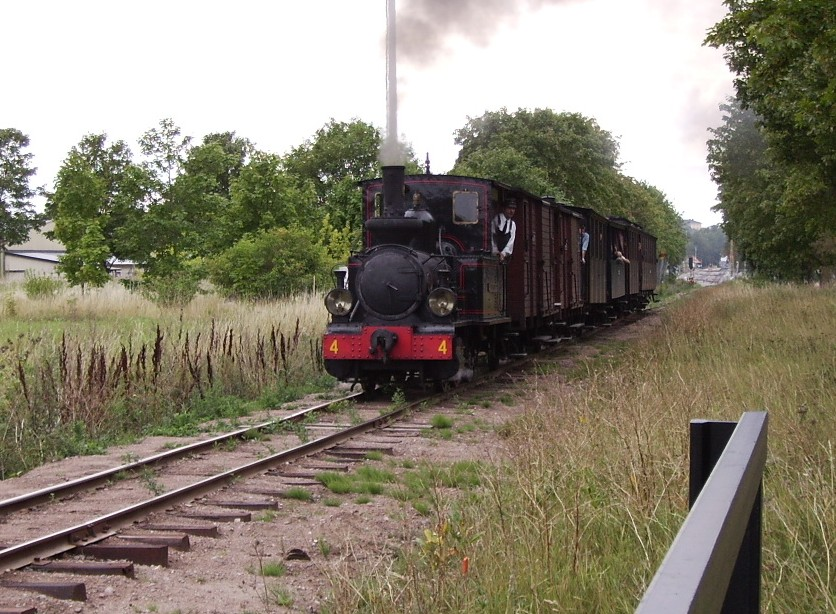
BLJ 4 LÅNGSHYTTAN

## Gütertransporte
Eisen als Erz und als Fertigprodukte bildeten das größte Transportaufkommen der Bahnstrecke. Von Rällingsbergs gruva erfolgte bis 1935 der Erztransport per Bahn nach Långshyttan. Danach kam das Erz bis 1944 aus Smältarmossen in Garpenberg. Es wurde von dort mit Lastwagen nach Dala-Åsbo befördert, dort auf die Bahn umgeladen und nach Långshyttan gebracht. Weitere Erzlieferungen kamen von Bispberg in Säter und aus Gruben in der Region um Fagersta. Dieses musste in Byvalla umgeladen werden.

### Seilbahn Nordbäcksbo kalkbrott–Dalaåsbo
Kalk war einer der Rohstoffe, die für den Herstellungsprozess des Eisens benötigt wurden. Seit 1836 gab es einen Kalksteinbruch in Nordbäcksbo. Nach dem Bahnbau wurde der Kalk mit Pferdefuhrwerken zur Ladestelle Villingen gebracht und dann weiter per Bahn nach Långshyttan. Die Pferde wurden 1917 durch eine Seilbahn zum Bahnhof Dala-Åsbo ersetzt. Diese war bis 1925 in Betrieb, bis ein Blitzschlag 1925 die Seilbahnstation in Brand steckte. Der Betrieb wurde nicht wieder eröffnet, da dem Unternehmen über die Konzerngruppe ein Kalksteinbruch in Valla zur Verfügung stand, der bereits seit den 1870er Jahren in Betrieb war.

### Seilbahn Valla kalkbrott–Valla
Von Valla wurde der Kalk mit Pferdefuhrwerken zu einem Umschlagplatz nach Byvalla gebracht. Zu diesem führte ein Normalspurgleis der SJ. Um den Transport zu vereinfachen, wurde 1922 eine Seilbahn vom Steinbruch zur Umladestelle Byvalla gebaut. 1926 wurde der Umschlagplatz durch ein Dreischienengleis erschlossen, so dass der Kalk direkt in die Schmalspurwagen der BLJ verladen werden konnte. 1947 wurde der Kalksteinbruch geschlossen und die Kalklieferungen erfolgten über die Normalspur mit SJ-Zügen zum Umladeplatz. Dies dauerte nur ein Jahr, weil die Gießerei in Långshyttan 1948 geschlossen wurde.

## Pläne für den Umbau auf Normalspur
In Byvalla mussten alle Waren in Normalspurwagen umgeladen werden. In den ersten Betriebsjahren spielte dies keine Rolle, weil Arbeit war relativ billig. Mit steigenden Lohnkosten wurde das Umladen immer teuerer. Deshalb wurde 1946 eine Untersuchung im Hinblick auf einen Umbau der Strecke auf Normalspur durchgeführt. Dabei zeigte sich, dass innerhalb der Werksgelände die Verbreiterung nur mit sehr hohen Kosten machbar gewesen wäre. Die Planungen sahen daher eine normalspurige Strecke zu den Verladeplätzen vor. Für den innerbetrieblichen Transport sollte die Schmalspurtraktion beibehalten werden.
Auf der Strecke hätten sechs Kurven verstärkt und eine Reihe von Kurven mit engen Radien vergrößert werden müssen. Bei einigen dieser Kurven hätte die bisherige Höchstgeschwindigkeit beibehalten werden und alle Schienen ersetzt werden müssen.
Die Kosten für den Bau wurden mit 1,6 Millionen Kronen berechnet, davon 0,3 Millionen innerhalb der Werksgelände. Das Unternehmen zögerte und der Ausbau kam nie zustande.

## Stilllegung
Der letzte planmäßige Zug fuhr am Freitag, den 31. Juli 1964. Sporadisch wurden danach einige Güterwagen befördert, der letzte davon am 13. November 1964. Der Abriss der Strecke begann 1965 und endete im folgenden Jahr.